# Castle Bloody

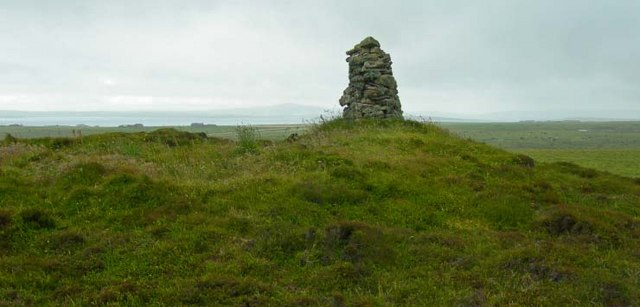
Castle Bloody Souterrain – der Steinhaufen ist nicht Teil des Souterrain.

Castle Bloody (deutsch „das blutige Schloss“) ist ein Souterrain, das in einem Erdhügel in Quholm, nahe der Küste, im Südosten von Shapinsay liegt, einer Insel der Orkney in Schottland. Ältere Aufzeichnungen des Untersuchungsausschusses der Historischen Denkmäler Schottlands (RCAHMS) klassifizieren den Platz noch als Steinhügel eines Kammergrabes. Die auf dem höchsten Punkt der Umgebung gelegene Struktur wurde auch als piktisches Fort beschrieben. Sie ist vermutlich älter als der Burroughston Broch, der weiter nördlich, an der Ostküste Shapinsays liegt. Eine ausführliche Analyse stufte die Struktur erst im Jahre 1981 als Souterrain ein. Bei den Souterrains wird grundsätzlich zwischen „rock-cut“, „earth-cut“, „stone built“ und „mixed“ Souterrains unterschieden.
Die früheste Erwähnung des Platzes erfolgte 1880 in einem Namenbuch und 1900 auf der Sechs-Zoll-Karte. Vor 1928 entfernte jemand einige der massiven Deckenplatten der Hauptkammer. (Bericht RCAHMS, 1946). Das Baumaterial lieferten die Aufschlüsse der Steilküste im Bereich des Lingavi Geo. Obwohl die Struktur grob untersucht wurde, bleibt die Architektur und Funktion mysteriös.
Der mit Erde und Rasen bedeckte Steinhügel, in dem die Struktur liegt, hat etwa 13 m Durchmesser. Seine Höhe wird in der Literatur verschieden angegeben (1,2 bzw. 1,8 m). Die Hügelform kann mit Ham in Caithness und dem Knowe of Midgarth verglichen werden. Die Geometrie des Souterrains umfasst eine kleine unterirdische Hauptzelle mit Nebenzellen, die von der Hauptkammer aus verzweigen. Der Hauptraum mit seiner nord-südlichen Achse liegt etwas östlich des Zentrums. Das Dach der 1,5 m × 0,9 m großen Kammer wird mit großen flachen Steinen bedeckt. Die Hauptkammer hat ein Seitenmauerwerk aus Trockenmauern (stone built), das sich durch Kragsteine verjüngt.
Zwei enge Gänge führen zur Hauptzelle. Der südliche Zugang ist ein gekrümmter mit Platten gedeckter längerer Gang, der von Südosten kommt. Ein zweiter, viel niedrigerer Gang, der heute durch Schutt blockiert ist, führt vom Nordende des Raums ein kurzes gerades Stück nach Nordosten. Der kleinere Gang ist für etwa einen Meter nachweisbar und scheint zu einer Aushöhlung zu führen, die ein anderer Raum sein kann, der jedoch mit losen Trümmern angefüllt ist.
Andere nordwestlich gelegene vorgeschichtliche Denkmäler sind der Menhir Mor Stein (etwa 1,3 km) und mehrere Cairns (etwa 0,8 Kilometer).